# Часничник дрібний
Часничник дрібний (Marasmius scorodonius (Fr.) Fr.) — гриб з родини маразмієві (Marasmiaceae). Місцева назва — полост часниковий.

## Морфологічна характеристика
Шапка 1-3,5 см у діаметрі, опуклорозпростерта, пізніше — плоскорозпростерта, червонувато-коричнювато, з віком вицвітав, гола. Пластинки білі, червонувато-білі, рідкі. Спорова маса біла. Спори 5-7(9) Х 3-5 мкм. Ніжка (2-5)6 Х 0,1-0,2 см, щільна, згодом порожня, червонувато-темно-коричнево, гола, блискуча. М'якуш білуватий, із сильним запахом часнику.

## Поширення
В Україні поширений на Поліссі та в Лісостепу. Росте у лісах, переважно хвойних, на піщаних ґрунтах, на опалій хвої, гілочках та інших рослинних рештках. Збирають у липні — жовтні.

## Використання
Добрий їстівний гриб, використовують як приправу, свіжим і сушеним. Виявлено онкостатичну речовину.